# Agostino Accorimboni
Agostino Accorimboni (28. srpna 1739 Řím – 13. srpna 1818 tamtéž) byl italský hudební skladatel.
Studoval hudbu u Rinalda di Capua a debutoval jako skladatel v lednu roku 1768 operou Le scalte contadine di Montegelato. Do roku 1786 napsal ještě několik děl, z nichž nejznámější byla opera buffa Il marchese di Castelverde e Il regno delle Amazzoni, která měla úspěch na scénách v Bologni, Florencii, Janově a Praze.

## Dílo

### Opery
- Le scalte contadine di Montegelato (libreto A. Gatta, 1768, Řím)
- Le contadine astute (libreto Tommaso Mariani, 1770, Řím)
- L'amante nel sacco (farsetta, libreto Gregorio Mancinelli, 1772, Řím)
- Le finte zingarelle (farsetta, libreto Giovanni Battista Lorenzi, 1774, Řím)
- Il finto cavaliere (farsetta, 1777, Řím)
- La Nitteti (hudební drama, libreto Pietro Metastasio, 1777, Florencie)
- L'amore artigiano (intermezzo, libreto Carlo Goldoni, 1778, Řím)
- Le virtuose bizzarre (intermezzo, 1778, Řím)
- Il marchese di Castelverde (komedie, 1779, Řím)
- Lo schiavo fortunato, o sia La marchesina fedele (intermezzo, 1783, Řím)
- Il regno delle Amazzoni (opera buffa, libreto Giuseppe Petrosellini, 1783, Parma)
- Il governatore delle Isole Canarie (intermezzo, libreto Caterino Mazzolà, 1785, Řím)
- Il podestà di Tufo antico, o sia Il tutore burlato (farsetta, libreto Francesco Ballani, 1786, Řím)

### Další skladby
- Giuseppe riconosciuto (oratorium, libreto Pietro Metastasio, 1757, Řím
- Veni sponsa Christi pro 4 hlasy a varhany
- Ave Maria pro 2 soprány, bas a varhany
- Recordare virgo pro soprán, bas a varhany
- Se mi lasci, infido (árie)
- Fate largo, signori (árie)
- Symfonie v D dur